# François Damiens

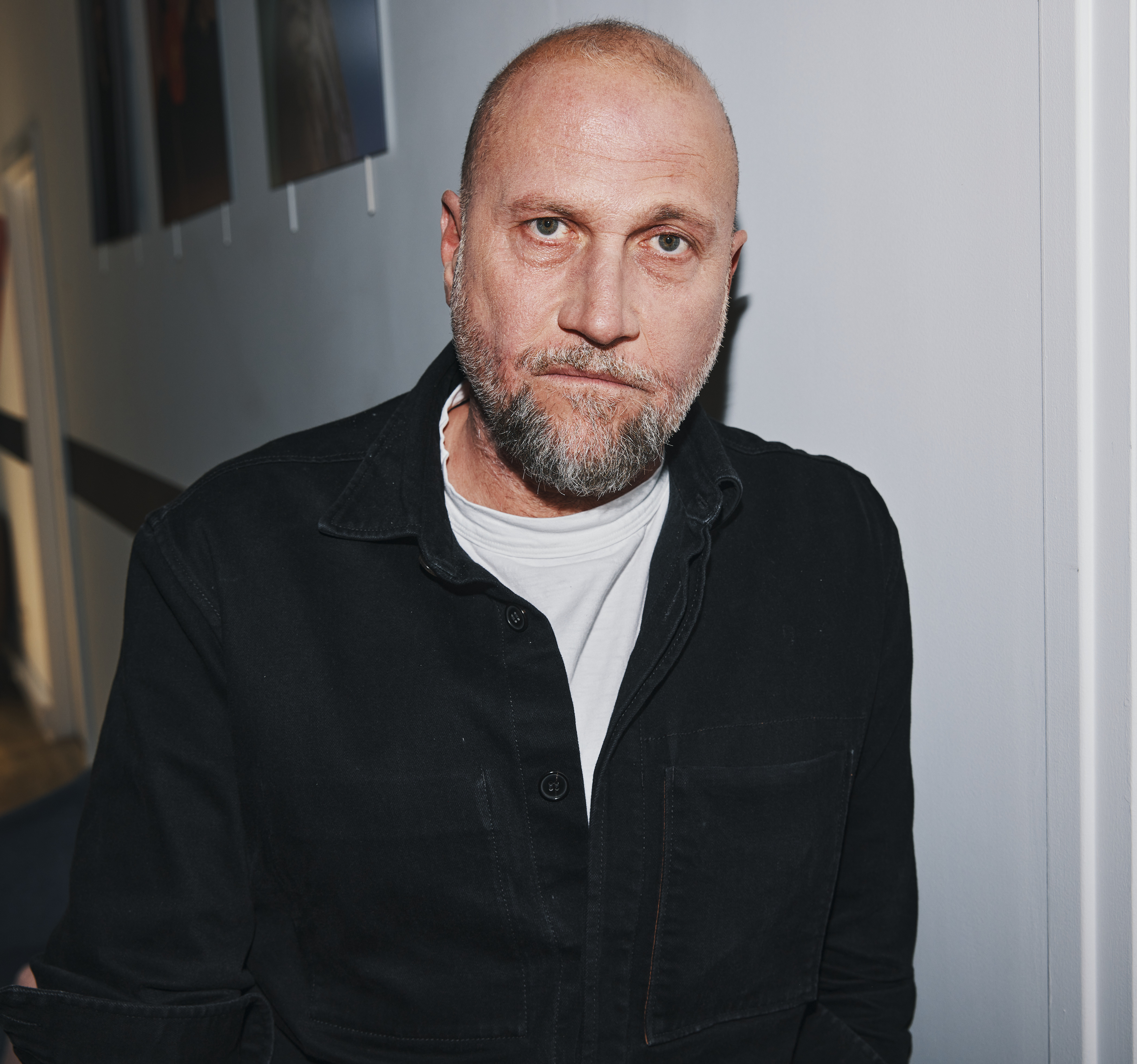
François Damiens (2024)

François Georges Henri Marie Ghislain Joseph Damiens (* 17. Januar 1973 in Uccle, Belgien) ist ein belgischer Schauspieler und Komiker.

## Leben
François Damiens studierte Wirtschaftswissenschaften und verbrachte ein viermonatiges Praktikum in Australien. Parallel dazu schaffte er es, kleinere Sketche für die belgische Version der Versteckten Kamera zu verkaufen. Er wurde engagiert und spielte in mehreren Sketchen mit. Er wurde schnell beliebt und berühmt, sodass er 2004 mit der belgischen Version aufhören musste, da man ihn permanent erkannte. Ab 2004 spielte er auch für die französische Version der Versteckten Kamera. Doch auch in Frankreich und der Schweiz wurde er schnell bekannt, sodass er letztlich mit der Versteckten Kamera aufhören musste.
Parallel zu seiner Fernsehkarriere etablierte er sich als Nebendarsteller auf der Leinwand. Sein Debüt gab er in der 2006 erschienenen und von Michel Hazanavicius inszenierten Filmkomödie OSS 117 – Der Spion, der sich liebte an der Seite von Jean Dujardin, Bérénice Bejo und Richard Sammel. Für seine Darstellung des schusseligen Technikers Mark in der Liebeskomödie Der Auftragslover wurde Damiens mit einer Nominierung für den französischen Filmpreis César als bester Nebendarsteller bedacht; für Die unerschütterliche Liebe der Suzanne erhielt er 2014 ebenfalls eine Nominierung. 2015 wurde Damiens in der Kategorie Bester Hauptdarsteller für Verstehen Sie die Béliers? nominiert.

## Filmografie (Auswahl)
- 2001: Begehrliche Spiele (Le Grand jeu) (TV-Film)
- 2006: OSS 117 – Der Spion, der sich liebte (OSS 117: Le Caire, nid d’espions)
- 2006: Dikkenek
- 2007: Taxi 4
- 2008: 15 ans et demi …
- 2008: JCVD
- 2008: La personne aux deux personnes
- 2009: Incognito
- 2009: La Famille Wolberg
- 2009: Der kleine Nick (Le Petit Nicolas)
- 2010: Nix zu verhaften (Protéger & servir)
- 2010: Der Auftragslover (L’Arnacœur)
- 2010: Nichts zu verzollen (Rien à déclarer)
- 2011: Une pure affaire
- 2011: Holidays by the Sea (Ni à vendre ni à louer)
- 2011: Nathalie küsst (La Délicatesse)
- 2012: Torpedo
- 2012: Porn in the Hood – Die Gang ohne Bang (Les Kaïra)
- 2012: Tango libre
- 2013: Die unerschütterliche Liebe der Suzanne (Suzanne)
- 2013: Tip Top
- 2013: Gare du Nord
- 2013: Je fais le mort
- 2014: Verstehen Sie die Béliers? (La Famille Bélier)
- 2015: Das brandneue Testament (Le Tout nouveau testament)
- 2015: Les Cowboys
- 2016: Die Tänzerin (La Danseuse)
- 2016: The Jews
- 2017: Eine bretonische Liebe (Ôtez-moi d’un doute)
- 2017: Der kleine Spirou (Le Petite Spirou)
- 2018: Die Welt gehört dir (Le Monde est à toi)
- 2018: Dany – Eine Vater-Sohn-Beziehung (Mon ket)
- 2019: Lügen haben kurze Beine (Fourmi)
- 2020: Der verlorene Prinz und das Reich der Träume (Le Prince oublié)
- 2020: Mon cousin
- 2020: Le Bonheur des uns …
- 2021: 8 Rue de l’Humanité
- 2022: The French Mans (Les Amateurs)
- 2024: Hundschuldig (Le procès du chien)

## Auszeichnungen
César

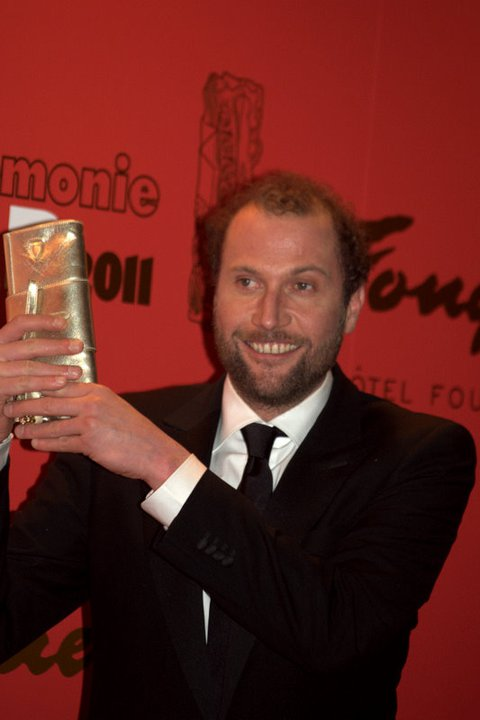
Damiens bei der César-Verleihung 2011

- 2011: Nominierung in der Kategorie Bester Nebendarsteller für Der Auftragslover
- 2014: Nominierung in der Kategorie Bester Nebendarsteller für Die unerschütterliche Liebe der Suzanne
- 2015: Nominierung in der Kategorie Bester Hauptdarsteller für Verstehen Sie die Béliers?
- 2016: Nominierung in der Kategorie Bester Hauptdarsteller für Les Cowboys

Globe de Cristal
- 2015: Nominierung in der Kategorie Bester Darsteller für Verstehen Sie die Béliers?
- 2018: Nominierung in der Kategorie Bester Darsteller für Eine bretonische Liebe

Magritte
- 2011: Nominierung in der Kategorie Bester Nebendarsteller für Der Auftragslover
- 2014: Nominierung in der Kategorie Bester Hauptdarsteller für Tango libre
- 2015: Nominierung in der Kategorie Bester Nebendarsteller für Die unerschütterliche Liebe der Suzanne
- 2015: Nominierung in der Kategorie Bester Hauptdarsteller für Je fais le mort
- 2016: Nominierung in der Kategorie Bester Hauptdarsteller für Verstehen Sie die Béliers?
- 2017: Nominierung in der Kategorie Bester Hauptdarsteller für Les Cowboys
- 2018: Nominierung in der Kategorie Bester Hauptdarsteller für Eine bretonische Liebe
- 2019: Nominierung in der Kategorie Bester Hauptdarsteller für Dany – Eine Vater-Sohn-Beziehung

Weitere
- 2011: Chevalier de l’Ordre des Arts et des Lettres (Ritterkreuz des Ordens der Künste und der Literatur)[2]
- 2011: Bester Darsteller beim Festival international du film de comédie de l’Alpe d’Huez für Une pure affaire
- 2013: Preis für eine herausragende künstlerische Leistung beim Internationalen Filmfestival Thessaloniki für Die unerschütterliche Liebe der Suzanne
- 2018: Nominierung für den Publikumspreis beim Filmfest Hamburg für Dany – Eine Vater-Sohn-Beziehung